# Clinopodium alpestre
Clinopodium alpestre — вид квіткових рослин з родини глухокропивових (Lamiaceae).

## Біоморфологічна характеристика
Це кущ до 2 метрів заввишки, дещо лозової звички в тінистих місцях. 

## Поширення
Ендемік Домініканської республіки.
Росте в ярах, соснових місцевостях і рідколіссях, переважно на піщанистих і латеритних грунтах на висотах 1200–1400 метрів. 